# Flughafen Puerto Iguazú

i7
i11
i13
Der Flughafen Puerto Iguazú (offiziell: Aeropuerto Internacional de Puerto Iguazú Mayor D. Carlos Eduardo Krause) ist ein argentinischer Flughafen nahe der Stadt Puerto Iguazú in der Provinz Misiones. Der Flughafen ist der östlichste Argentiniens und wird hauptsächlich von Touristen, die die nahe gelegenen Iguazú-Wasserfälle besuchen wollen, genutzt. Hierzu kann auch der Flughafen Foz do Iguaçu auf der brasilianischen Seite genutzt werden.

## Fluggesellschaften und Flugziele
| Fluggesellschaft      | Ziele                                                                                                 |
| --------------------- | --- |
| Aerolíneas Argentinas | Buenos Aires-Jorge Newbery, Buenos Aires-Ezeiza, Córdoba, Jujuy, Resistencia, Rosario, Salta, Tucumán |
| JetSmart              | Buenos Aires-Jorge Newbery, Buenos Aires-Ezeiza                                                       |
| Flybondi              | Buenos Aires-Jorge Newbery, Buenos Aires-Ezeiza                                                       |
| Quellen:              | |